# Verrucularia
A Verrucularia a Malpighiales rendjébe és a malpighicserjefélék (Malpighiaceae) családjába tartozó nemzetség.

## Rendszerezés
A nemzetségbe az alábbi 2 faj tartozik:
- Verrucularia glaucophylla A. Juss. - szin: Verrucularina glaucophylla (A. Juss.) Rauschert
- Verrucularia piresii W.R. Anderson - szin: Verrucularina piresii (W.R. Anderson) Rauschert